# علی عمر
علی عمر (انگلیسی: Ali Umar؛ زادهٔ ۵ اوت ۱۹۸۰) بازیکن فوتبال اهل مالدیو بود.
وی همچنین در تیم ملی فوتبال مالدیو بازی کرده است.